# Keith Kirkland
Keith Lindsay Hugh Kirkland (ur. 22 października 1900 w Cargo, zm. 24 października 1971 w Sydney) – australijski pływak specjalizujący się w stylu dowolnym, medalista igrzysk olimpijskich.
Kirkland reprezentował Australię na VII Letnich Igrzyskach Olimpijskich w Antwerpii w 1920 roku. Startował tam w trzech konkurencjach. W pływaniu na 100 metrów stylem dowolnym dotarł do półfinału, gdzie w drugim wyścigu zajął szóste miejsce. Na dystansie 400 metrów stylem dowolnym także zakwalifikował się do półfinału, którego nie ukończył. W sztafecie 4 × 200 m stylem dowolnym Kirkland, płynął w półfinale na ostatniej zmianie. Podczas wyścigu finałowego jego miejsce zajął Frank Beaurepaire. Czasem 10:25,4 ekipa australijska wywalczyła wicemistrzostwo olimpijskie.